# Nicola Caracciolo
Nicola Caracciolo (* 19. Mai 1931 in Florenz; † 24. April oder 25. April 2020 in Rom) war ein italienischer Journalist und Dokumentarfilmer.

## Leben
Nicola Caracciolo, der schon immer filmbegeisterte Aristokrat aus dem neapolitanischen Hause Caracciolo, arbeitete lange Jahre als Journalist und bereiste für L’Espresso und Il Giorno große Teile der Welt. Ab 1970 verantwortete er für das Fernsehmagazin Boomerang zahlreiche Beiträge und drehte ab 1974 zusammen mit Emanuele Vittorio Marino etliche Dokumentarfilme, die sich meist mit Themen des gegenwärtigen und historischen Italien beschäftigen und sowohl von Zuschauern wie auch von Kritikern wohlwollend aufgenommen wurden.
Mehrfach trat Caracciolo auch als Autor hervor.
2008 folgte er seinem älteren Bruder, dem Medienunternehmer Carlo Caracciolo, als 10. Fürst von Castagneto und 5. Herzog von Melito.
Nicola Caracciolo war das letztgeborene von drei Kindern von Filippo Caracciolo di Castagneto, Diplomat und von 1963 bis 1965 Präsident der Fédération Internationale de l’Automobile, und dessen Ehefrau Margaret Clarke (1897–1955), US-Amerikanerin und Erbin eines Whisky-Fabrikanten aus Peoria, Illinois. Seine ältere Schwester war Marella Agnelli, sein älterer Bruder Carlo Caracciolo.

## Filmografie (Auswahl)
- 1974: I manager
- 1991: I 600 giorni di Salò
- 1998: Luce sulla storia

## Bücher (Auswahl)
- Gli Ebrei e l'Italia durante la guerra, 1940–45, ISBN 88-7573-081-4
- La mia vita, ISBN 88-04-48959-6